# Créances
Créances ist eine französische Gemeinde mit 2.079 Einwohnern (Stand: 2079) im Département Manche in der Region Normandie. Die Gemeinde gehört zum Arrondissement Coutances und zum Kanton Créances. Die Einwohner werden Créançais genannt.

## Geographie
Créances liegt etwa 35 Kilometer nordwestlich von Saint-Lô auf der südlichen Seite der Mündung des Flusses Ay in den Ärmelkanal. Umgeben wird Créances von den Nachbargemeinden Saint-Germain-sur-Ay im Norden, Lessay im Osten, La Feuillie im Südosten sowie Pirou im Süden.

## Bevölkerungsentwicklung
| 1962 | 1968 | 1975 | 1982 | 1990 | 1999 | 2006 | 2018 |
| ---- | ---- | ---- | ---- | ---- | ---- | ---- | ---- |
| 2131 | 2033 | 1933 | 1935 | 1926 | 2014 | 2111 | 2105 |

## Sehenswürdigkeiten

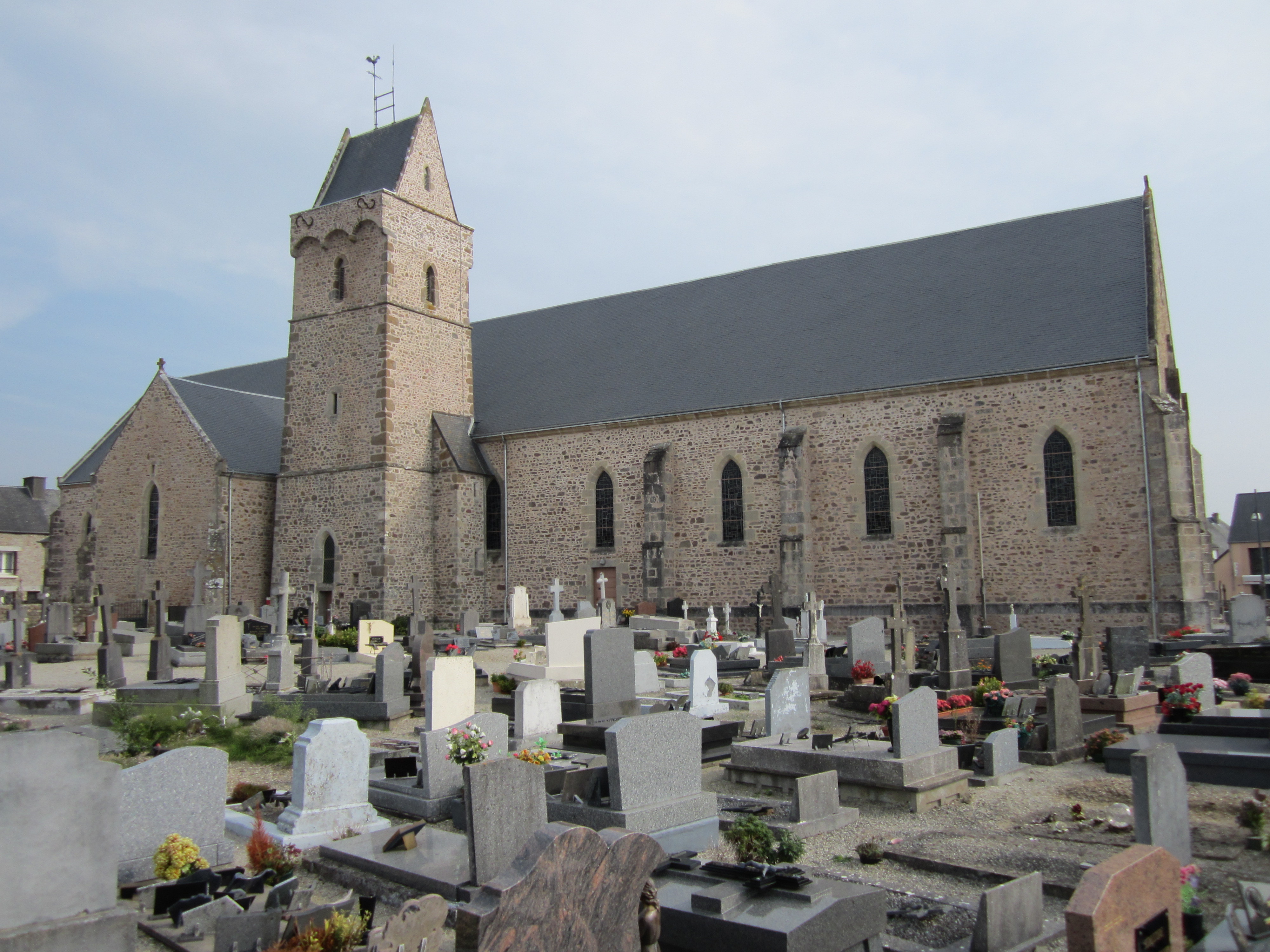
Kirche Sainte-Trinité

- Kirche Sainte-Trinité, Monument historique
- Kapelle Notre-Dame-du-Buisson
- sog. "Weißes Schloss" (Château Blanc)

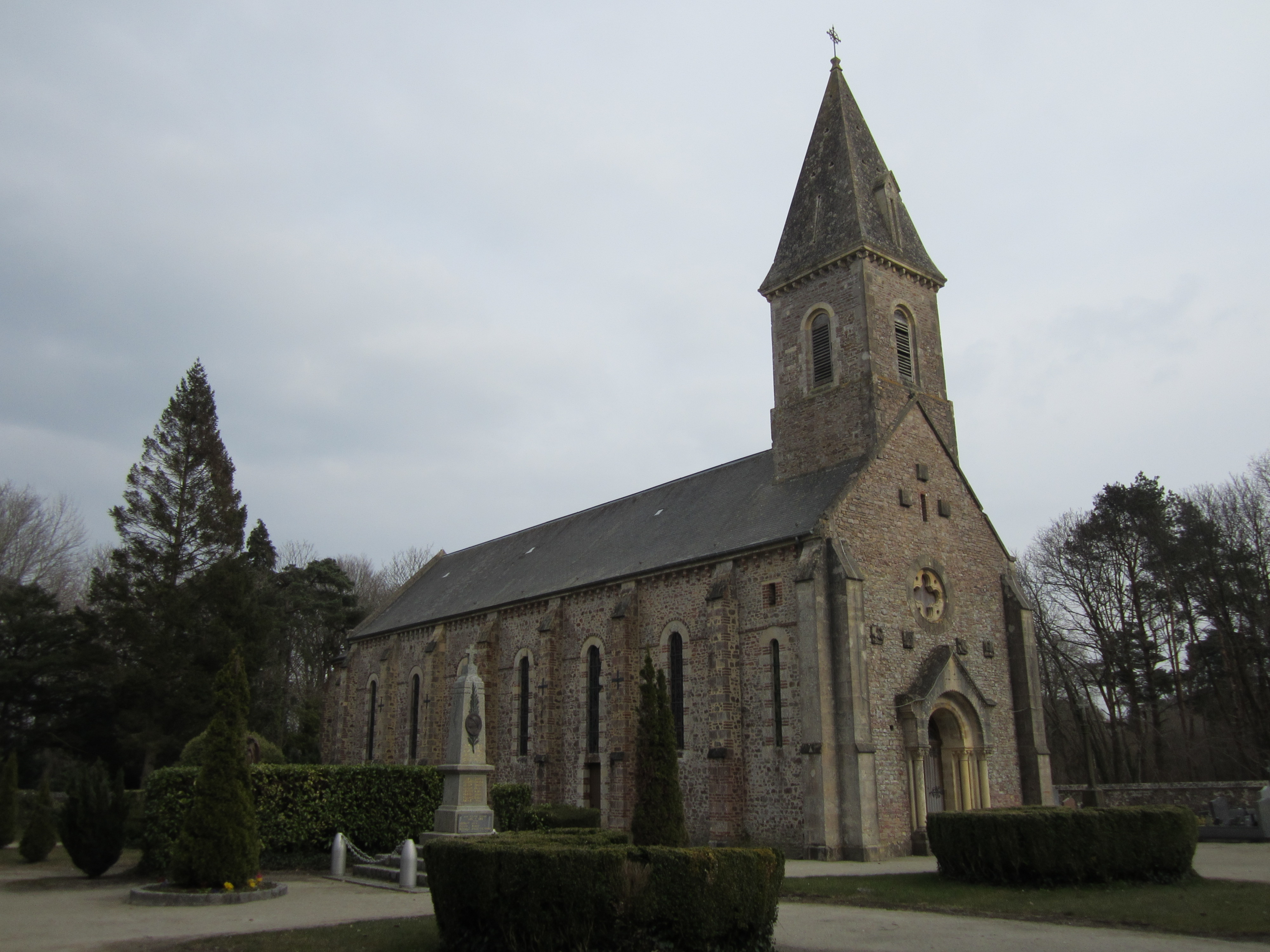
Kapelle Notre-Dame-du-Buisson

- Herrenhaus Le Bellée